# Down to the Moon
Down to the Moon — четвёртый студийный альбом швейцарского музыканта Андреаса Фолленвайдера, выпущенный в 1986 году. Он был переиздан в 2005 году и снова в 2006 году.

## Список композиций
Слова и музыка всех песен — Андреас Фолленвайдер.
| №   | Название                           | Длительность |
| --- | ---------------------------------- | ------------ |
| 1.  | «Down To The Moon»                 | 2:26         |
| 2.  | «Moon Dance»                       | 4:11         |
| 3.  | «Steam Forest»                     | 4:56         |
| 4.  | «Water Moon»                       | 2:15         |
| 5.  | «Night Fire Dance»                 | 4:57         |
| 6.  | «Quiet Observer»                   | 2:43         |
| 7.  | «Silver Wheel»                     | 3:57         |
| 8.  | «Drown in Pale Light»              | 2:13         |
| 9.  | «The Secret, The Candle and Love»  | 3:44         |
| 10. | «Hush - Patience at Bamboo Forest» | 0:12         |
| 11. | «Three Silver Ladies Dance»        | 2:40         |
| 12. | «La Lune et L'enfant»              | 2:00         |

## Позиции в чартах
| Чарт (1986)   | Наивысшая позиция |
| ------------- | ----------------- |
| Billboard 200 | 60                |